# George Larkin
George Larkin (New York, 11 novembre 1887 – New York, 27 marzo 1946) è stato un attore statunitense attivo all'epoca del muto che iniziò la sua carriera cinematografica nel 1908.
Si ritirò all'avvento del sonoro, dopo aver preso parte a quasi duecento film, tra cortometraggi e lungometraggi. Il suo nome appare in qualche pellicola anche come sceneggiatore.

## Filmografia

### Attore

#### 1908
- Animated Snowballs, regia di Edwin S. Porter - cortometraggio (1908)
- The Bridge of Sighs, regia di Edwin S. Porter - cortometraggio (1908)
- The Angel Child, regia di Edwin S. Porter - cortometraggio (1908)

#### 1910
- The Champion of the Race, regia di Theodore Wharton - cortometraggio (1910)
- Under Both Flags, regia di James Young Deer - cortometraggio (1910)
- A Cheyenne Brave, regia di James Young Deer - cortometraggio (1910)
- Advertising for a Wife, regia di Theodore Wharton - cortometraggio (1910)
- The Gambler's Wife
- An Arizona Romance, regia di Theodore Wharton - cortometraggio (1910)
- An Indian's Gratitude, regia di James Young Deer - cortometraggio (1910)
- The Mystery of Lonely Gulch, regia di Theodore Wharton - cortometraggio (1910)
- Cowboy Justice

#### 1911
- Heroes of the Mutiny, regia di William V. Ranous - cortometraggio (1911)
- Hobo Luck - cortometraggio (1911)

#### 1912
- The Letter with the Black Seals, regia di Étienne Arnaud - cortometraggio (1912)
- The Kid, Kite and Kitty - cortometraggio (1912)
- The Legend of Sleepy Hollow, regia di Étienne Arnaud - cortometraggio (1912)
- Revenge of the Silk Masks, regia di Étienne Arnaud (1912) - cortometraggio
- The Holy City, regia di Étienne Arnaud (1912) - cortometraggio
- A Double Misunderstanding - cortometraggio (1912)
- That Loving Man - cortometraggio (1912)
- Wanted a Wife in a Hurry - cortometraggio (1912)
- Robin Hood, regia di Étienne Arnaud e Herbert Blaché - cortometraggio (1912)
- The Passing Parade - cortometraggio (1912)
- A Choice by Accident - cortometraggio (1912)
- Caprices of Fortune, regia di Étienne Arnaud - cortometraggio (1912)
- Making Uncle Jealous - cortometraggio (1912)
- The Transgression of Deacon Jones - cortometraggio (1912)
- Silent Jim - cortometraggio (1912)
- Foiling a Fortune Hunter - cortometraggio (1912)
- The Girl from the Country - cortometraggio (1912)
- The Black Sheep - cortometraggio (1912)
- The Vengeance of the Fakir, regia di Henry J. Vernot - cortometraggio (1912)
- The Wager, regia di O.A.C. Lund - cortometraggio (1912)

#### 1913
- An Accidental Servant - cortometraggio (1913)
- The Return of Lady Linda, regia di O.A.C. Lund - cortometraggio (1913)
- The Detective's Santa Claus - cortometraggio (1913)
- Nobody's Love Story - cortometraggio (1913)
- The Little Mother of Black Pine Trail, regia di O.A.C. Lund - cortometraggio (1913)
- The Love Chase, regia di O.A.C. Lund - cortometraggio (1913)
- The Erring Brother - cortometraggio (1913)
- The Troublesome Telephone, regia di Pat Hartigan - cortometraggio (1913)
- The Speed Limit, regia di Pat Hartigan - cortometraggio (1913)
- The Fickle Freak, regia di Pat Hartigan - cortometraggio (1913)
- The Laundress and the Lady, regia di Pat Hartigan - cortometraggio (1913)
- While Father Telephoned, regia di Pat Hartigan - cortometraggio (1913)
- General Bunko's Victory, regia di Pat Hartigan - cortometraggio (1913)
- Emancipated Women, regia di Pat Hartigan - cortometraggio (1913)

#### 1914
- Bill's Board Bill
- Only One Shirt - cortometraggio (1914)
- The Ring - cortometraggio (1914)
- At Last They Eat - cortometraggio (1914)
- The Medicine Show at Stone Gulch - cortometraggio (1914)
- Too Many Johnnies - cortometraggio (1914)
- A Bottled Romance - cortometraggio (1914)
- The Heart of Carita, regia di Webster Cullison - cortometraggio (1914)
- Looking for a Fortune - cortometraggio (1914)
- And the Villain Still Pursued Her
- The Confiscated Count - cortometraggio (1914)
- The Body in the Trunk, regia di John B. O'Brien - cortometraggio (1914)
- The Strenuous Life
- The Feud
- The Bar Cross Liar, regia di Webster Cullison - cortometraggio (1914)
- The Stirrup Brother; or, The Higher Abdication
- Bess the Detectress in Tick, Tick, Tick, regia di Allen Curtis - cortometraggio (1914)
- Passing the Love of Woman - cortometraggio (1914)
- The Severed Hand, regia di Wilfred Lucas - cortometraggio (1914)
- The Love Victorious, regia di Wilfred Lucas - cortometraggio (1914)
- The Trey o' Hearts
- Flower of the Flames
- White Water
- The Sea Venture - cortometraggio (1914)
- Dead Reckoning - cortometraggio (1914)
- The Sunset Tide
- The Crack o' Doom
- Stalemate
- The Mock Rose
- As the Crow Flies - cortometraggio (1914)
- Steel Ribbons
- The Painted Hills
- The Mirage
- The Jaws of Death - cortometraggio (1914)
- The First Law
- The Last Trump - cortometraggio (1914)

#### 1915
- Pawns of Fate, regia di Frank Lloyd - cortometraggio (1915)
- The Devil Fox of the North, regia di O.A.C. Lund - cortometraggio
- The Temptation of Edwin Swayne
- Valor's Reward
- An Arrangement with Fate
- A Soul's Tragedy
- Compensation
- Beginning at the End
- A Country Lad
- The Little Band of Gold
- Red Tape
- Stepping Westward
- When the Call Came - cortometraggio (1915)
- The Black Leopard, regia di Louis Chaudet - cortometraggio (1915)
- The Orang-Outang - cortometraggio (1915)
- The Master of the Bengals, regia di Louis Chaudet - cortometraggio (1915)
- The Mystic Ball, regia William Robert Daly - cortometraggio (1915)
- The Blood Seedling, regia di Tom Santschi - cortometraggio (1915)
- The Tiger Slayer, regia di William Robert Daly - cortometraggio (1915)
- In Leopard Land, regia di Tom Santschi - cortometraggio (1915)
- Double Reward - cortometraggio (1915)
- The Vengeance of Rannah, regia di Tom Santschi - cortometraggio (1915)
- The Baby and the Leopard, regia di Tom Santschi - cortometraggio (1915)

#### 1916
- A Circus Romance
- Unto Those Who Sin, regia di William Robert Daly (1916)
- The Broken Promise - cortometraggio (1916)
- The Woman in the Case
- The Tortured Heart
- In Jungle Wilds, regia di L.W. Chaudet (Louis Chaudet) - cortometraggio (1916)
- The Code Letter
- Grant, Police Reporter
- The Missing Heiress, regia di Robert Ellis - cortometraggio (1916)
- The Pencil Clue
- The Man from Yukon
- The Rogue's Pawn
- The House of Three Deuces
- The Wizard's Plot
- The Trunk Mystery
- The Menace
- The Tiger's Claw
- A Mission of State

#### 1917
- The House of Secrets, regia di Robert Ellis - cortometraggio (1917)
- The Trail of Graft
- The Black Circle
- The Primitive Call, regia di Bertram Bracken (1917)
- The Violet Ray
- The Trap
- The Net of Intrigue
- The Newlyweds' Mistake
- The Screened Vault
- Winged Diamonds
- The Mirror of Fear
- In the Web of the Spider
- The Missing Financier
- The Secret of the Borgias
- The Vanishing Bishop
- The Veiled Thunderbolt
- Alma, Where Do You Live?
- Mystery of Room 422
- A Deal in Bonds
- The Man with the Limp
- The Fringe of Society
- Sign of the Scarf
- The Natural Law, regia di Charles H. France (1917)

#### 1918
- Zongar, regia di Bernarr Macfadden (1918)
- Hands Up, regia di Louis J. Gasnier, James W. Horne - serial cinematografico (1918)
- Border Raiders, regia di Stuart Paton (1918)

#### 1919
- The Terror of the Range
- The Tiger's Trail
- The Devil's Trail, regia di Stuart Paton (1919)
- The Lurking Peril
- The Adventures of Ruth, regia di George Marshall e (non accreditata) Ruth Roland - serial cinematografico (1919)

#### 1920
- The Unfortunate Sex

#### 1921
- Terror Trail
- The Man Trackers
- Roaring Waters
- The Fight Within
- Fur Raiders
- The Honor of the Mounted
- Beauty and the Bandit
- The Call of Duty
- Fair Fighting
- Cameron of the Royal Mounted

#### 1922
- Bulldog Courage
- Saved by Radio
- Boomerang Justice
- Barriers of Folly

#### 1923
- The Flash
- Flames of Passion
- The Tango Cavalier
- Her Reputation, regia di John Griffith Wray (1923)
- Mysterious Goods
- Gentleman Unafraid
- The Way of the Transgressor
- The Apache Dancer

#### 1924
- Deeds of Daring
- Stop at Nothing
- Yankee Madness
- Midnight Secrets
- The Pell Street Mystery

#### 1925
- The Right Man
- Getting 'Em Right
- Quick Change
- Rough Stuff

#### 1926
- Silver Fingers
- The Love Fighter

#### 1928
- Midnight Rose

#### 1931
- Alexander Hamilton

### Sceneggiatore
- Beat at His Own Game
- The Lurking Peril
- Fur Raiders